# Chiltern Hills

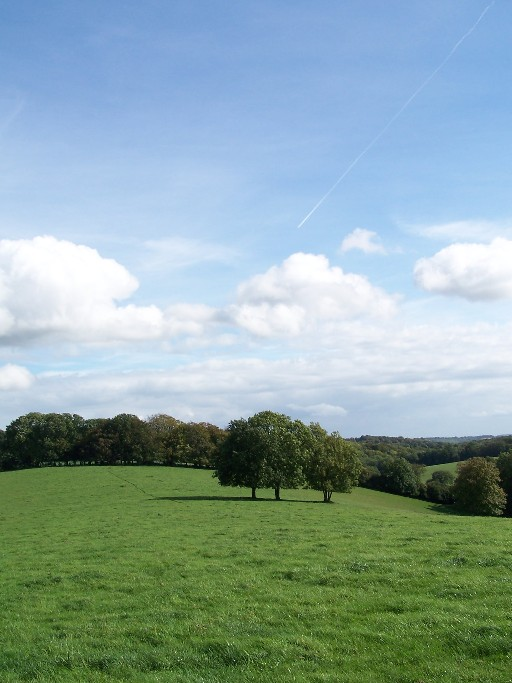
Le Chilterns presso Nettlebed

Le Chiltern Hills (localmente chiamate Chilterns) sono un'area collinare del Sud Est dell'Inghilterra situate tra le contee del Bedfordshire, Buckinghamshire, Hertfordshire e Oxfordshire. Il loro punto più elevato è Haddington Hill, alta 267 m s.l.m.
Dal punto di vista geologico si tratta di una scarpata di gesso che sovrasta la vallata dell'Aylesbury Vale a nord-ovest. Le Chilterns coprono circa 833 chilometri quadrati, sono larghe al massimo 18 km e lunghe 74 km con un andamento da sud-ovest presso Goring-on-Thames nell'Oxfordshire a nord-est presso Hitchin nell'Hertfordshire.